# لاپاز ولی (آریزونا)
لاپاز ولی (به انگلیسی: La Paz Valley) یک منطقهٔ مسکونی در ایالات متحده آمریکا است که در شهرستان لاپاز، آریزونا واقع شده‌است. لاپاز ولی ۷۶٫۳۵ کیلومتر مربع مساحت و ۵۲٬۵۲۷ نفر جمعیت دارد و ۳۱۳٫۰۳ متر بالاتر از سطح دریا واقع شده‌است.